# Il postino suona sempre due volte (romanzo)
Il postino suona sempre due volte (The Postman Always Rings Twice) è un romanzo di James M. Cain pubblicato nel 1934.
Il libro è stato tradotto in ventisei lingue.

## Trama
Narrato in prima persona, il romanzo si incentra sull'incontro tra Frank Chambers, giramondo e avventuriero di professione, giunto un giorno alla "Taverna delle due Querce", e Cora, moglie del titolare della taverna, donna dalla travolgente sensualità. Costei presto si accorge degli sguardi di Frank il quale decide di accettare il lavoro di aiutante nella taverna che gli viene offerto. I due, diventati amanti, progettano di uccidere il marito di Cora, un greco di nome Pappadakis dall'aspetto repellente, che viene colpito alla testa dalla moglie mentre è nella vasca da bagno. Tuttavia il marito, benché ferito alla testa, non muore. A questo punto Frank si allontana dal luogo vedendo che la donna, presa dai rimorsi, ha abbandonato l'intenzione di lasciare il marito. 
Dopo un breve periodo di tempo in cui Frank riprende i suoi traffici da giocatore d'azzardo, spinto dall'attrazione fatale per Cora, decide di rivederla. Si riaccende la passione fra i due che di nuovo progettano l'omicidio, anche perché il greco vuole assolutamente un figlio da Cora la quale, invece, aborrisce la sola idea. Questa volta l'omicidio riesce, anche se per una pura casualità Frank non rimane a sua volta ucciso all'interno dell'autovettura nella quale hanno simulato un incidente stradale; e i due colpevoli si trovano, grazie all'opera di un intrigante avvocato e agli astrusi maneggi delle compagnie di assicurazione, assolti e in libertà.
Frank e Cora, gravemente provati dalle vicende che hanno minato il loro rapporto, si separano per un breve periodo di tempo perché la donna deve accorrere al capezzale della madre, gravemente malata. Nel frattempo Frank ha una breve e casuale relazione, in linea con la sua natura di hobo che preferisce vivere sulla strada piuttosto che inseguire uno stile di vita borghese, cosa che Cora gli rinfaccia più volte. Dopo una crisi aggravata da pesanti minacce, decidono di tornare insieme, ma il rimorso li tormenta e li mette l'uno contro l'altra, benché la grande affinità tra i due e il loro desiderio di sposarsi e di avere un bambino li induca a vincere i nuovi contrasti. Il finale risulta però crudo: Cora muore in un incidente d'auto prima di partorire e Frank, riuscito a sopravvivere, viene questa volta accusato d'omicidio – anche se non è chiara la sua colpevolezza – e condannato a morte. Ancora una volta, però, Frank, sull'orlo del baratro, si aggrappa disperatamente all'amore vissuto e chiede una preghiera per sé e per la donna che ha amato e ama ancora e che spera presto di ritrovare.

## Contenuto letterario
Il romanzo fu pubblicato nel 1934 a New York e fu oggetto di ispirazione per autori quali Cesare Pavese (in Paesi tuoi, 1941) o Albert Camus (in Lo straniero, 1942). Il grande successo diede al suo autore la fama di essere uno dei maestri di quella scuola del noir e del giallo d'azione hard-boiled a cui appartengono Dashiell Hammett e Raymond Chandler. Lo stile asciutto e la prosa cruda, nonché l'atmosfera ancora sconvolta dagli strascichi della Grande depressione e la lontananza dalle chimere del sogno americano, lo avvicinano al realismo di Charles Bukowski e di John Fante. Nella trama del giallo si insinua comunque l'elegia dell'eterno contrasto tra la fondamentale tendenza dell'uomo verso il male e il barlume di una salvezza che non può che provenire da una dolorosa redenzione che riscatti ciò che di buono ha espresso la relazione.

## Trasposizioni cinematografiche
Il romanzo ha fatto da soggetto o ispirato diversi film:
- Le dernier tournant, regia di Pierre Chenal (1939),[6] con Fernand Gravey, Michel Simon, Marcel Vallée.
- Ossessione, regia di Luchino Visconti - (soggetto non accreditato[7]) (1943) ,[8][9] con Clara Calamai, Massimo Girotti, Dhia Cristiani, Elio Marcuzzo, Vittorio Duse.
- Il postino suona sempre due volte, regia di Tay Garnett (1946)[10], con Lana Turner, John Garfield, Cecil Kellaway.
- Il postino suona sempre due volte, regia di Bob Rafelson (1981)[11], con Jack Nicholson, Jessica Lange, John Colicos.
- Szenvedély, regia di György Fehér (1998)[12], con Ildikó Bánsági, Djoko Rosic, János Derzsi.

## Edizioni in italiano
- James M. Cain, Il postino suona sempre due volte, traduzione di Giorgio Bassani, Bompiani, Milano 1945
- James M. Cain, Il postino suona sempre due volte, traduzione di Giorgio Bassani, A. Mondadori, Milano 1973
- James M. Cain, Il postino suona sempre due volte, Club degli editori, Milano 1975
- James Mallahan Cain, Il postino suona sempre due volte, Tascabili Bompiani, Milano 1984
- James M. Cain, Il postino suona sempre due volte, a cura di Masolino D'Amico, Sellerio, Palermo 1997
- James M. Cain, Il postino suona sempre due volte, traduzione di Franco Salvatorelli, Adelphi, Milano 1999